# Kleinbettingen
Kleinbettingen är en ort i Luxemburg.   Den ligger i distriktet Luxemburg, i den sydvästra delen av landet, 16 kilometer väster om huvudstaden Luxemburg. Kleinbettingen ligger 320 meter över havet och antalet invånare är 872.
Terrängen runt Kleinbettingen är platt.  Runt Kleinbettingen är det tätbefolkat, med 427 invånare per kvadratkilometer.. Närmaste större samhälle är Luxemburg, 15,8 kilometer öster om Kleinbettingen. 
Omgivningarna runt Kleinbettingen är en mosaik av jordbruksmark och naturlig växtlighet.